# Forcipomyia fascicauda
Forcipomyia fascicauda är en tvåvingeart som beskrevs av Tokunaga 1940. Forcipomyia fascicauda ingår i släktet Forcipomyia och familjen svidknott. Inga underarter finns listade i Catalogue of Life.